# Eupithecia semilugens
Eupithecia semilugens är en fjärilsart som beskrevs av Dogn 1906. Eupithecia semilugens ingår i släktet Eupithecia och familjen mätare. Inga underarter finns listade i Catalogue of Life.